# CT Весов
CT Весов (лат. CT Librae) — одиночная переменная звезда в созвездии Весов на расстоянии (вычисленном из значения параллакса) приблизительно 61772 световых лет (около 18939 парсеков) от Солнца. Видимая звёздная величина звезды — от +16,4m до +15,2m.

## Характеристики
CT Весов — пульсирующая переменная звезда типа RR Лиры (RRAB).